# Sandro Cappelletto
Sandro Cappelletto (* 1952 in Venedig) ist ein italienischer Musikkritiker und -historiker und Librettist.

## Leben
Cappelletto absolvierte ein Studium der Literatur und Philosophie an der Universität Mailand und studierte Harmonielehre und Komposition bei Robert W. Mann. Als Musikkritiker schrieb er u. a. für die Zeitschrift La Stampa und gewann 2004 den Premio d’Arcangelo. Er realisierte in Zusammenarbeit mit RAI Radioprogramme über Musikthemen und leitete von 1999 bis 2000 den Bereich Dramaturgie und Didaktik am Teatro dell’Opera di Roma. 2001 drehte er den Fernsehfilm Maurizio Pollini, la mia musica. Seit 2001 ist er Mitglied der künstlerischen Kommission der Scuola di Musica di Fiesole. Im Jahr 2005 übernahm er die Leitung des Festival Giuseppe Sinopoli in Taormina. Als wissenschaftlicher Leiter betreute er den Band Musica (2018) der Publikationsreihe Il contributo italiano alla storia del pensiero.
Neben Biographien u. a. von Farinelli und Beethoven, Analysen und Essays verfasste Cappelletto Libretti für die Komponisten Claudio Ambrosini (u. a. Big Bang Circus, UA 2002), Matteo D’Amico (Patto di sangue, UA 2009) und Luca Lombardi (Il re nudo, UA 2009).

## Schriften
- Beethoven la vita e l’opera, 1986
- La voce perduta, vita di Carlo Broschi Farinelli, 1995
- Farò grande questo teatro!, 1996
- David, un capolavoro ritrovato, 2003
- Mozart. La notte delle dissonanz, 2006
- Mozart. Scene dai viaggi in Italia, 2021